# 格熱戈日·沃伊特科維亞克

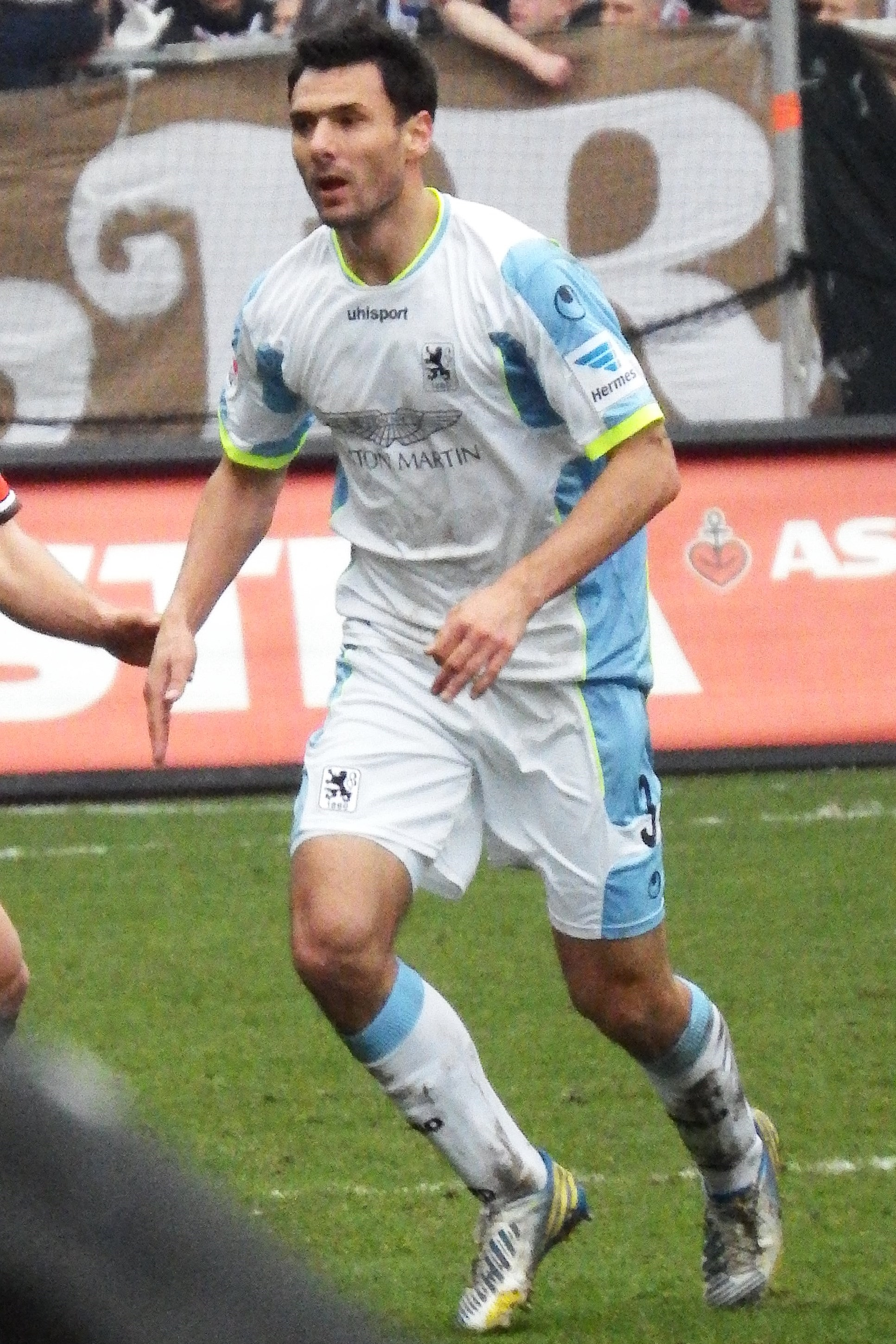

格熱戈日·沃伊特科維亞克（Grzegorz Wojtkowiak，1984年1月26日—）是波蘭的一位足球運動員。在場上司職右後衛。他現在效力于德國足球乙級聯賽球隊1860慕尼黑足球俱樂部。他也代表波蘭國家足球隊參賽。